# Epizeuxis melanotypa
Epizeuxis melanotypa är en fjärilsart som beskrevs av George Francis Hampson. Epizeuxis melanotypa ingår i släktet Epizeuxis och familjen nattflyn. Inga underarter finns listade i Catalogue of Life.